# Penaea
- Commons
- Wikispecies

Penaea é um género botânico pertencente à família Penaeaceae.

## Espécies
- Penaea acuta Thunb.
- Penaea acutifolia A.Juss.
- Penaea affinis Endl.
- Penaea barbata Endl.
- Penaea bolusii Gand.
- Penaea candolleana Stephens
- Penaea cneorum Meisn.
- Penaea dahlgrenii Rourke
- Penaea dregei Endl.
- Lista completa

## Classificação do gênero
| Sistema | Classificação                      | Referência               |
| ------- | ---------------------------------- | ------------------------ |
| Linné   | Classe Tetrandria, ordem Monogynia | Species plantarum (1753) |